# Imbrasia nyassanae
Imbrasia nyassanae är en fjärilsart som beskrevs av Bang-haas 1917. Imbrasia nyassanae ingår i släktet Imbrasia och familjen påfågelsspinnare. Inga underarter finns listade i Catalogue of Life.